# Vanse
Vanse ist eine Ortschaft in der norwegischen Kommune Farsund in der Provinz (Fylke) Agder. Der Ort hat 2057 Einwohner (Stand: 1. Januar 2024).

## Geografie
Vanse ist ein sogenannter Tettsted, also eine Ansiedlung, die für statistische Zwecke als eine Ortschaft gezählt wird. Der Ort liegt auf der Halbinsel Lista westlich der Stadt Farsund nahe der Südküste Norwegens. Im Norden von Vanse liegen die beiden Seen Prestvatnet und Brastadvatnet. Zwischen der norwegischen Küste und Vanse befindet sich im Süden zudem der See Nesheimvannet.

## Geschichte
Nach der Einführung der lokalen Selbstverwaltung im Jahr 1837 wurde die Gemeinde Vanse in der damaligen Provinz Vest-Agder gegründet. Im Jahr 1911 wurde sie in Lista umbenannt. Diese ging zum 1. Januar 1965 gemeinsam mit Herad und Spind in die Kommune Farsund über. Die Vanse kirke ist eine Kirche aus dem Jahr 1037. Nach einem Blitzeinschlag brannte die Kirche im Jahr 1872 ab, anschließend wurde sie neu aufgebaut.

## Name
Im Jahr 1311 wurde Vanse als „Vansyn“ erwähnt. Die Herkunft des Namens ist nicht genau geklärt, einer Erklärung zufolge soll sie sich von den altnordischen Begriffen „vanr“ (deutsch: „Gott“), „ve“ („Heiligtum“) und „vin“ („Wiese“) ableiten.

## Kultur
Einmal jährlich am letzten Wochenende im Juni findet in Vanse das American Festival statt. Zwischen 1825 und 1925 wanderten aus Norwegen insgesamt über 800.000 Personen nach Nordamerika aus. Vanse ist von US-Amerikanischem geprägt und amerikanische Symbole sind allgegenwärtig. So gibt es unter anderem amerikanische Autos, zahlreiche Flaggen, sowie eine Route 8 durch die Gemeinde Farsund.